# Pacte fédéral (Argentine)

Drapeau utilisé par les provinces du Pacte fédéral vers 1857.

Le Pacte fédéral était un traité d’alliance conclu dans la ville argentine de Santa Fe, le 4 janvier 1831, et signé originellement par trois provinces fédéralistes appartenant aux Provinces-Unies du Río de la Plata, savoir les provinces de Buenos Aires, d’Entre Ríos et de Santa Fe. Le pacte consacrait entre lesdites provinces, auxquelles viendront ultérieurement se joindre un ensemble d’autres, une alliance offensive et défensive destinée à servir de riposte à la Ligue unitaire constituée peu de temps auparavant, et fera office de facto de charte constitutionnelle de l’État argentin jusqu’à l’avènement de la Constitution de 1853.

## Contexte
Le Pacte fédéral est considéré comme le point de départ de la période de transition se situant entre les deux configurations historiques de la République argentine qu’étaient les Provinces-Unies du Río de la Plata d’une part, et la Confédération argentine de l’autre. Cette période fit suite à la période dite Anarchie de l’an XX (qui commença en 1820, après la bataille de Cepeda, et durant laquelle les provinces jouissaient d’une très large autonomie en regard d’un État national affaibli) et allait prendre fin avec le retour de Juan Manuel de Rosas au gouvernement de Buenos Aires en 1835.

## Discussions préliminaires et projets de traité
La première réunion visant à consacrer une alliance interprovinciale eut lieu à Santa Fe le 20 juillet 1830 entre les provinces de Santa Fe, d'Entre Ríos, de Corrientes et de Buenos Aires et mit en présence les députés Domingo Cullen (es), au nom de Santa Fe, Diego Miranda, au nom d’Entre Ríos, Pedro Ferré (es), au nom de Corrientes, et José María Roxas y Patrón (es), au nom de Buenos Aires.

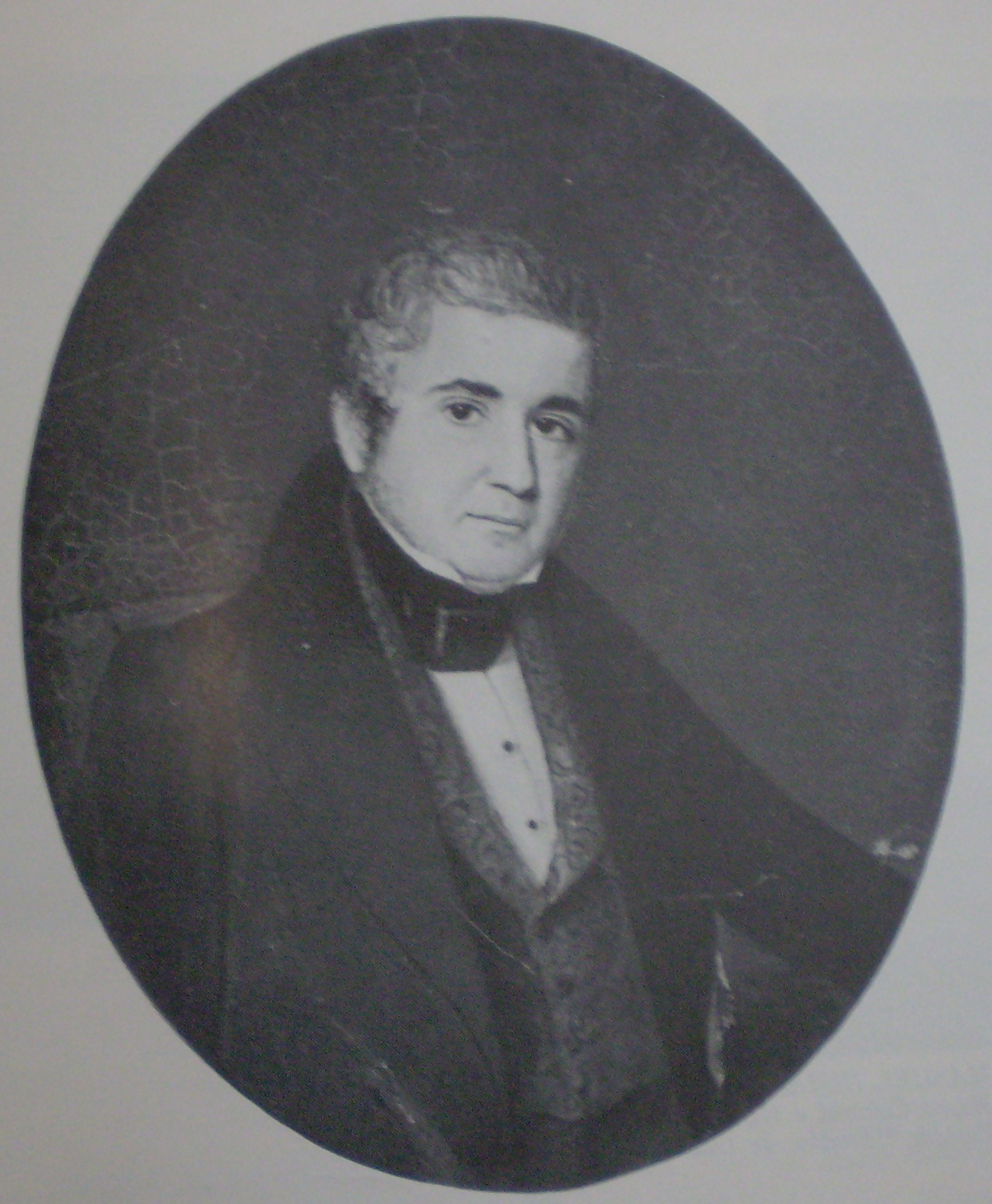
José M. Roxas y Patrón.

Il fut convenu de confier à Roxas y Patrón et à Ferré le soin de rédiger un projet de traité. Le député correntin arrêta trois points :
1) la représentation des provinces ainsi liguées devait être maintenue, dotée d’attributions déterminées, jusqu’à la mise en place d’un État argentin national organisé ;
2) ladite représentation aurait à faire tous les efforts possibles pour parvenir à une organisation générale du pays ;
3) ladite représentation aurait à régir le commerce extérieur et la navigation sur les fleuves.
Roxas y Patrón s’opposa à ces conceptions, au motif qu’il ne possédait pas les facultés pour traiter ces matières, et présenta donc, le 24 juillet, son propre projet de traité. Dans un mémorandum explicatif, il exposa que, si certes les habitants des autres provinces devaient s’acquitter, vis-à-vis de la douane de la ville de Buenos Aires, du prix de ce qu’ils consommaient et d’autre part des droits d’exportation de leurs produits, Buenos Aires en contrepartie devait endosser la dette nationale, était tenue de veiller à la sécurité des côtes et du Río de la Plata, entretenait des agents et consuls dans les pays étrangers, se chargeait des relations extérieures et avait à assumer les préjudices occasionnés par les corsaires. Ferré répliqua par un autre mémorandum, où, après avoir critiqué la libre importation de produits et l’exclusivité du port de Buenos Aires, piliers du commerce à cette époque, proposait de qualifier d’autres ports, dont celui de Santa Fe, d’interdire l’importation de certains produits, et d’instaurer un régime où toutes les provinces pussent bénéficier des recettes de la douane.
Le projet de Ferré proposait en outre la création d’une commission de députés de toutes les provinces, laquelle fut habilitée à conclure la paix ou à déclarer la guerre, à organiser les armées, à décider de l’utilisation des fonds destinés à financer celles-ci, et à inviter l’ensemble des provinces à un congrès général ayant mandat de définir les futures structures politiques nationales et d’élaborer une constitution. En attendant, la commission s’occuperait du commerce extérieur, régulerait la navigation sur les fleuves Paraná et Uruguay, et encouragerait le développement industriel. Roxas y Patrón demeura cependant inflexible et Ferré prit le parti de se retirer des négociations.

### Signature
Le gouverneur de Buenos Aires, Juan Manuel de Rosas, donna à Roxas y Patrón l’instruction d’accepter la mise en place d’une commission composée d’un député pour chacune des provinces du Litoral. Le gouverneur de Santa Fe Estanislao López convia ses collègues d’Entre Ríos et de Corrientes à nommer leurs représentants afin que les travaux pussent se poursuivre. Finalement, les représentants de Buenos Aires, Santa Fe et Entre Ríos parvinrent à se mettre d’accord et signèrent le 4 janvier 1831 le Pacte fédéral. En raison de la démission de son représentant, Corrientes n’adhéra au traité que plus tard, le 19 août 1831, envoyant alors son député siéger à la Commission représentative des Gouvernements des Provinces litorales de la République argentine telle que définie par le pacte, laquelle Commission fut établie dans la ville de Santa Fe.

## Clauses du pacte
La signature du pacte eut une importante répercussion sur les relations des provinces entre elles, par ceci que le pacte leur imposait le respect d’une série d’obligations, en effet :
- Les provinces s’engageaient à combattre toute invasion étrangère contre le territoire de l’une des provinces parties du traité, ou contre celui de toute autre province composant l’État argentin.
- Les provinces contractantes constituaient une alliance offensive et défensive contre toute agression de la part des autres provinces de la république, qui menacerait l’intégrité et l’indépendance de leurs territoires respectifs.
- Les provinces contractantes ne devaient pas conclure de traités séparés sans l’aval préalable des autres provinces, même si de tels traités, pour autant qu’ils ne portassent pas préjudice à l’intérêt général, ne devaient pas être refusés.
- Les provinces contractantes promettaient de ne pas accorder l’asile à quelque criminel que ce soit qui fuirait une autre province, quel que soit le crime commis, et de le mettre à disposition du gouvernement concerné qui viendrait à le réclamer.
- Les provinces contractantes permettaient la libre entrée et sortie des personnes ou des marchandises d’une province à l’autre par voie fluviale ou terrestre, sans que pourraient s’appliquer des taxations d’aucun type.
- Dans chaque province, tous les citoyens des autres provinces jouiraient des mêmes privilèges, hormis l’exercice du gouvernorat provincial, pour lequel il sera requis d’être natif de la province.
- Les autres provinces pourraient à leur tour se joindre à la ligue des provinces du Litoral sous les mêmes conditions que ces dernières et moyennant leur acceptation préalable.
- Au cas où un des signataires serait attaqué, les autres se porteraient à son secours, leurs forces armées étant alors placées sous le commandement du gouvernement local.

## Adhésions ultérieures
Au cours de cette même année 1831 ou dans le courant de 1832, les autres provinces argentines souscrivirent également au pacte :
- Corrientes, par une loi du 19 août 1831 ;
- Córdoba, le 20 août 1831 ;
- Santiago del Estero, par une loi du 20 août 1831 (après qu’Ibarra eut annoncé son intention d’adhérer le 5 juin 1831) ;
- Mendoza, par une loi du 1er septembre 1831 (après en avoir fait l’annonce le 9 août 1831) ;
- La Rioja, le 12 octobre 1831 ;
- San Luis, le 13 avril 1832 ;
- San Juan, le 3 mai 1832 ;
- Salta, le 4 juillet 1832 ;
- Tucumán, par une loi du 8 juillet 1832 (après que le gouverneur eut fait part de l’intention d’adhérer le 5 avril 1832) ;
- Catamarca, le 3 septembre 1832.

## Le pacte comme constitution
Dans les faits, le Pacte fédéral fit office de charte constitutionnelle officieuse de l’Argentine jusqu’à la sanction de la Constitution nationale en 1853. Nonobstant que la convocation d’une assemblée constituante eût été prévue, l’initiative en fut sans cesse différée par les refus de Juan Manuel de Rosas, homme fort du pacte, gouverneur de Buenos Aires et représentant en matière de relations extérieures de ce qui était alors la Confédération argentine. Ce ne fut qu’après le renversement de Rosas en 1852, à la suite de la victoire de la Grande Armée commandée par Justo José de Urquiza à la bataille de Caseros, qu’un Congrès général constituant put enfin se réunir, lequel réaffirma la forme de gouvernement républicaine, représentative et fédérale.